# Eberndorf
Eberndorf (slow. Dobrla vas) ist eine zweisprachige Marktgemeinde mit 5989 Einwohnern (Stand 1. Jänner 2025) im Bezirk Völkermarkt in Kärnten (Österreich).

## Geographie
Die Gemeinde liegt im Jauntal in dem südlich der Drau sich erstreckendem Jaunfeld.

### Gemeindegliederung
Eberndorf besteht aus den acht Katastralgemeinden Buchbrunn (Bukovje), Gablern (Lovanke), Gösselsdorf (Goselna vas), Kühnsdorf (Sinča vas), Loibegg (Belovče), Mittlern (Metlova), Mökriach (Mokrije) und Pribelsdorf (Priblja vas). Das Gemeindegebiet gliedert sich in folgende 24 Ortschaften (in Klammern Einwohnerzahl Stand 1. Jänner 2025):
- Buchbrunn – Bukovje (79)
- Buchhalm – Podhom (120)
- Eberndorf – Dobrla vas (1211)
- Edling – Kazaze (168)
- Gablern – Lovanke (257)
- Gösselsdorf – Goselna vas (633)
- Graben – Graben (0)
- Hart – Dobrova (176)
- Hof – Dvor (56)
- Homitzberg – Homec (24)
- Humtschach – Humče (124) samt Pistotnig
- Köcking – Kokje (215)
- Kohldorf – Voglje (74)
- Kühnsdorf – Sinča vas (1572)
- Loibegg – Belovče (106)
- Mittlern – Metlova (553) samt Altmittlern und Neumittlern
- Mökriach – Mokrije (86)
- Oberburg – Zgornji Podgrad (79)
- Pribelsdorf – Priblja vas (218)
- Pudab – Pudab (19)
- St. Marxen – Šmakež (111)
- Seebach – Jezernica (69)
- Unterbergen – Podgora (20)
- Wasserhofen – Žirovnica (19)

### Nachbargemeinden
|                                | Völkermarkt                                 | Ruden                 |
| Sankt Kanzian am Klopeiner See | Kompassrose, die auf Nachbargemeinden zeigt | Bleiburg              |
| Sittersdorf                    | Globasnitz                                  | Feistritz ob Bleiburg |

## Geschichte

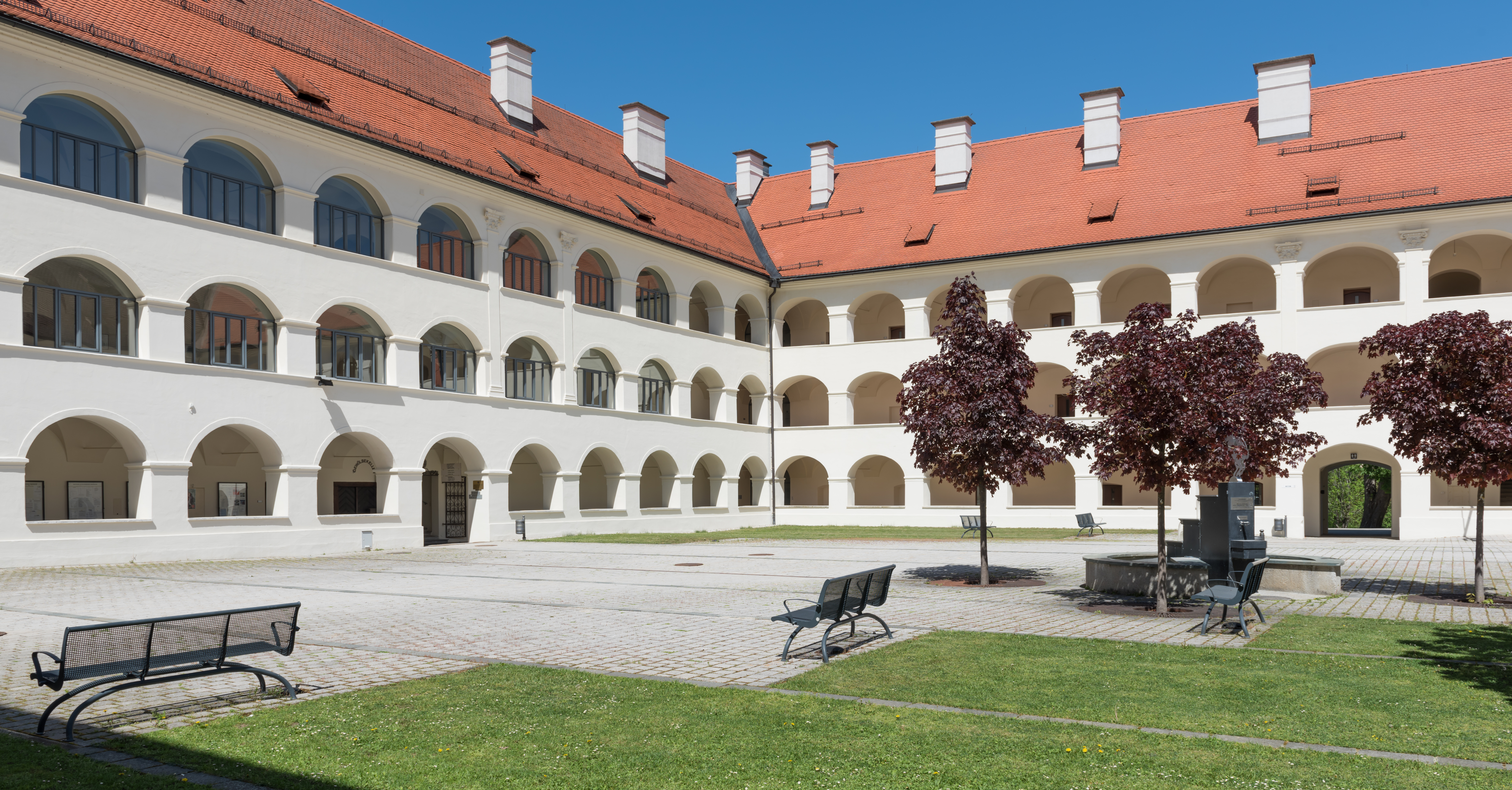
Arkadenhof des Stifts Eberndorf

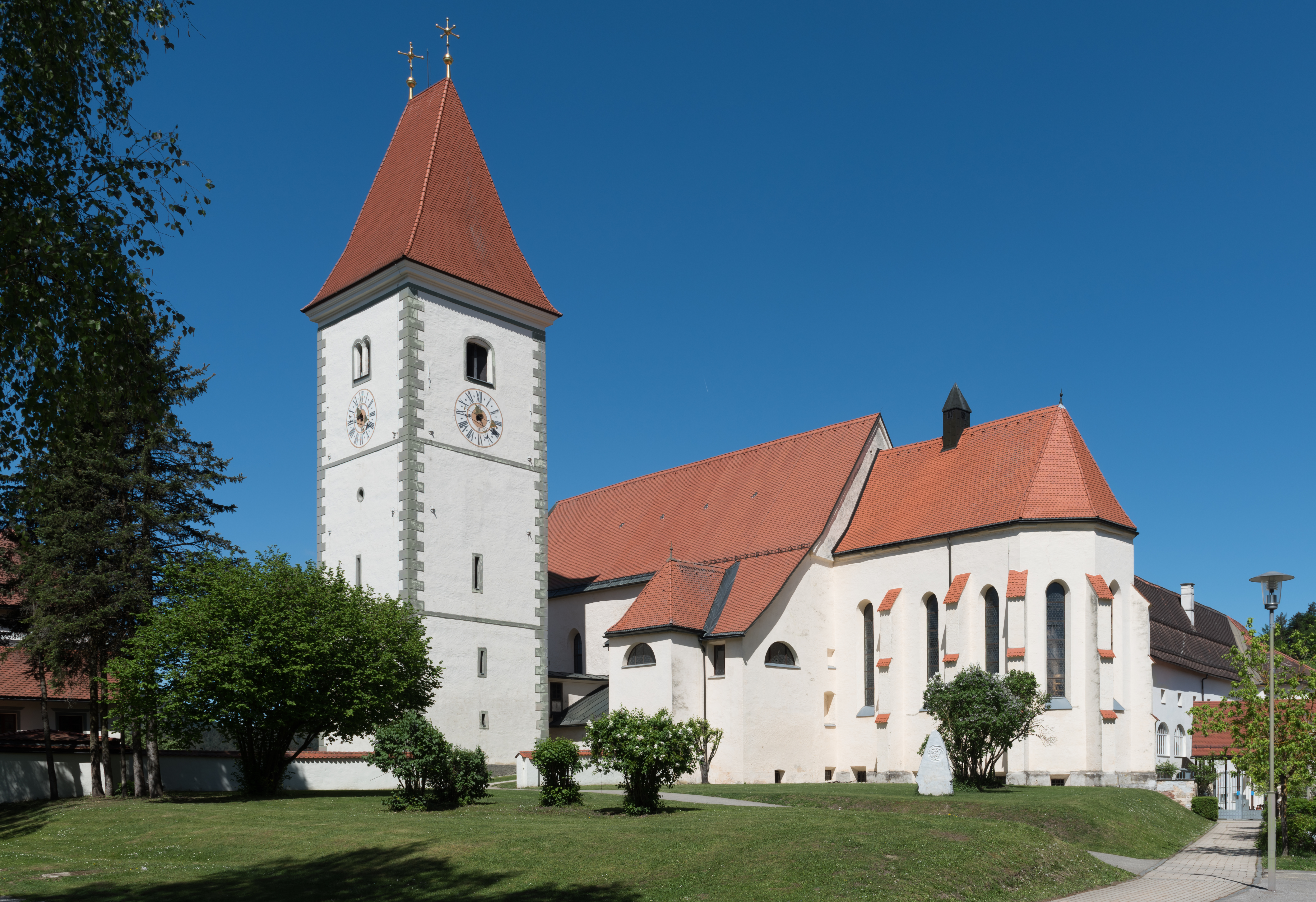
Pfarr- und ehemalige Stiftskirche Mariä Himmelfahrt

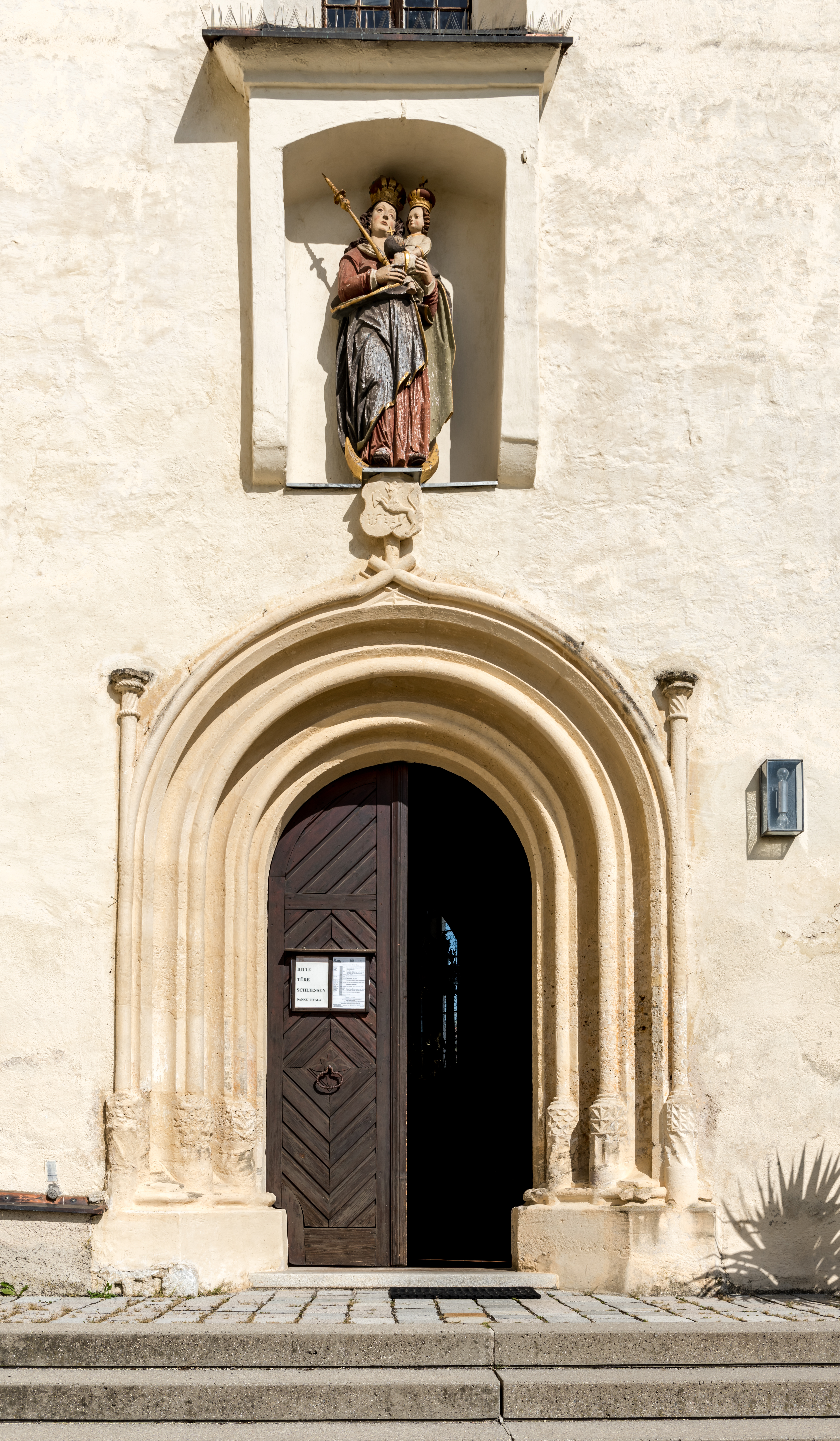
Hauptportal der Stiftskirche Maria Himmelfahrt

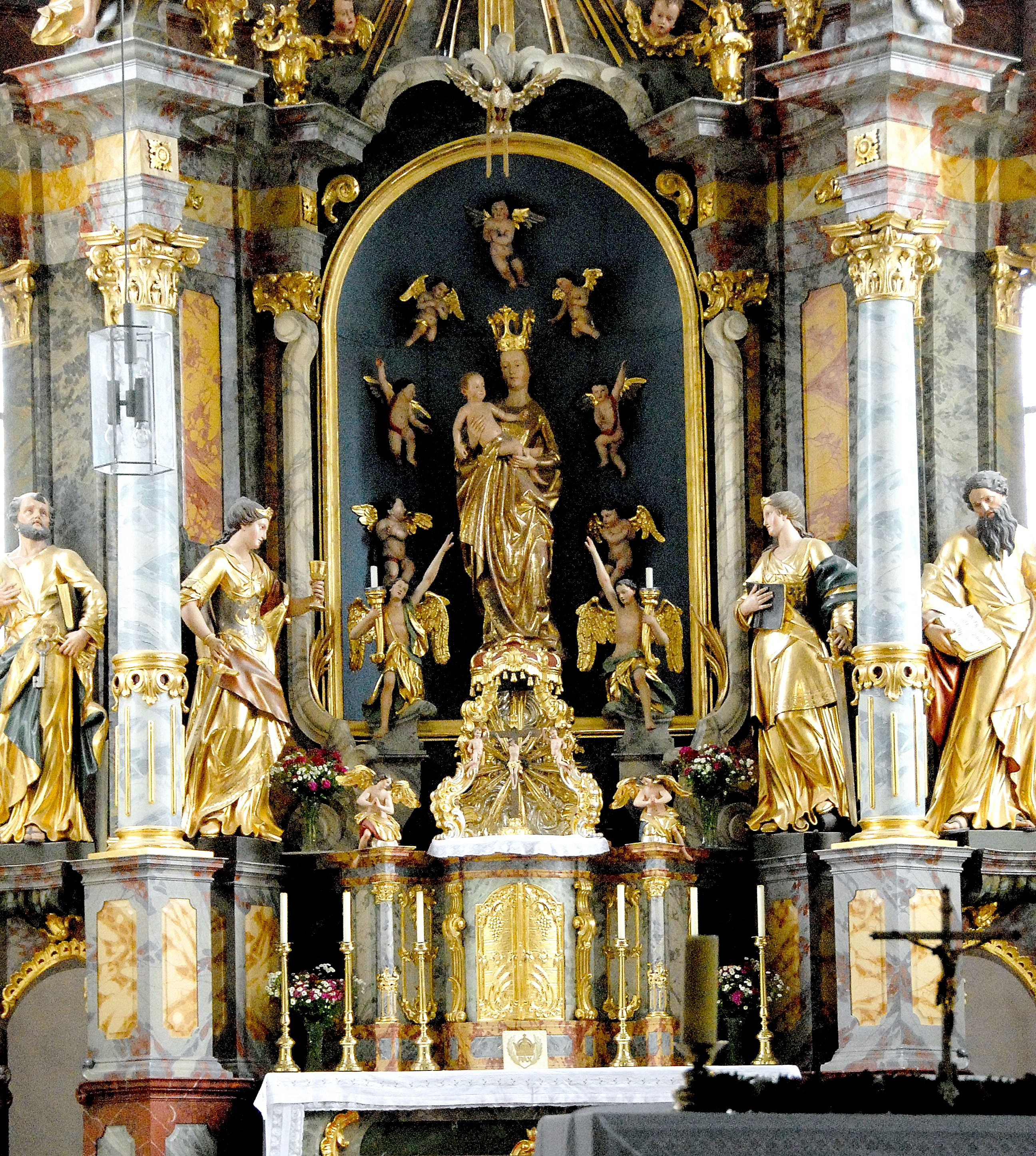
Hochaltar in der Stiftskirche Maria Himmelfahrt

Von historischer Bedeutung für die heutige Gemeinde und die Region war das Stift Eberndorf, das auf einer Stiftung des Friulaner Grafen Chazelin († vor 1106) beruhte und durch den Patriarchen von Aquileia Peregrin/Pilgrim (reg. 1132–1161) als Augustiner-Chorherrenstift gegründet wurde. Das für weite Teile des Jauntals wichtige Stift wurde im Zuge der Gegenreformation 1604 aufgelöst und durch eine Jesuitenresidenz ersetzt, die bis zur Aufhebung des Jesuitenordens im Jahr 1773 bestand. 1809 wurde das Stift und der dazugehörige Grundbesitz dem Benediktinerstift St. Paul im Lavanttal übergeben, das bis heute der Eigentümer ist. Die spätgotische Stiftskirche und die barocke Stiftsanlage prägen noch heute das Ortsbild.
Die Ortsgemeinde Eberndorf wurde 1850 gebildet und wuchs zunächst bis 1866 durch Eingemeindungen zur flächenmäßig größten Kärntens heran. 1876 wurden Globasnitz, Rückersdorf und Sittersdorf abgetrennt und als eigene Ortsgemeinden etabliert sowie Grabelsdorf mit St. Kanzian vereinigt. Neben der Eingliederung der Katastralgemeinde Mökriach 1944 gab es seither nur geringe Gebietskorrekturen. Das Recht zur Führung der Bezeichnung „Marktgemeinde“ wurde Eberndorf 1952 zugesprochen.
Von 1902 bis 1971 war der Ort auch mit der Vellachtalbahn (Schmalspurstrecke Kühnsdorf – Eberndorf – Eisenkappel) erreichbar. Die Bahnstrecke wurde 1971 stillgelegt und anschließend abgetragen. Einige wenige Spuren sind erhalten, so z. B. das Heizhaus des ehemaligen Bahnhofs Kühnsdorf.

### Bevölkerung
Zum Zeitpunkt der Volkszählung 2001 hatte Eberndorf 6.014 Einwohner, davon besaßen 95,5 % die österreichische und 2,5 % die bosnische Staatsbürgerschaft. 8,6 % gehörten der slowenischsprachigen Volksgruppe an.

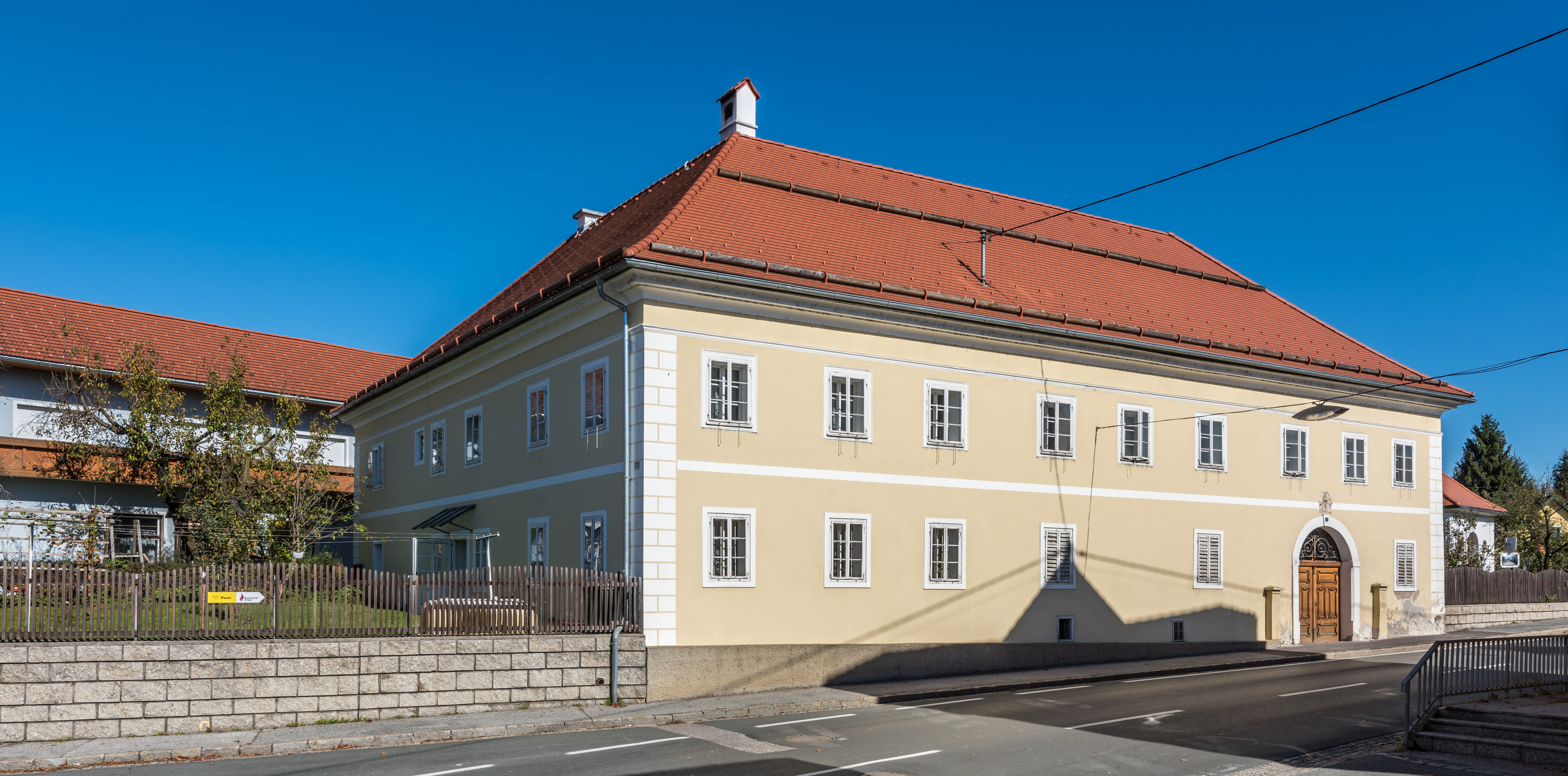
Propsthof

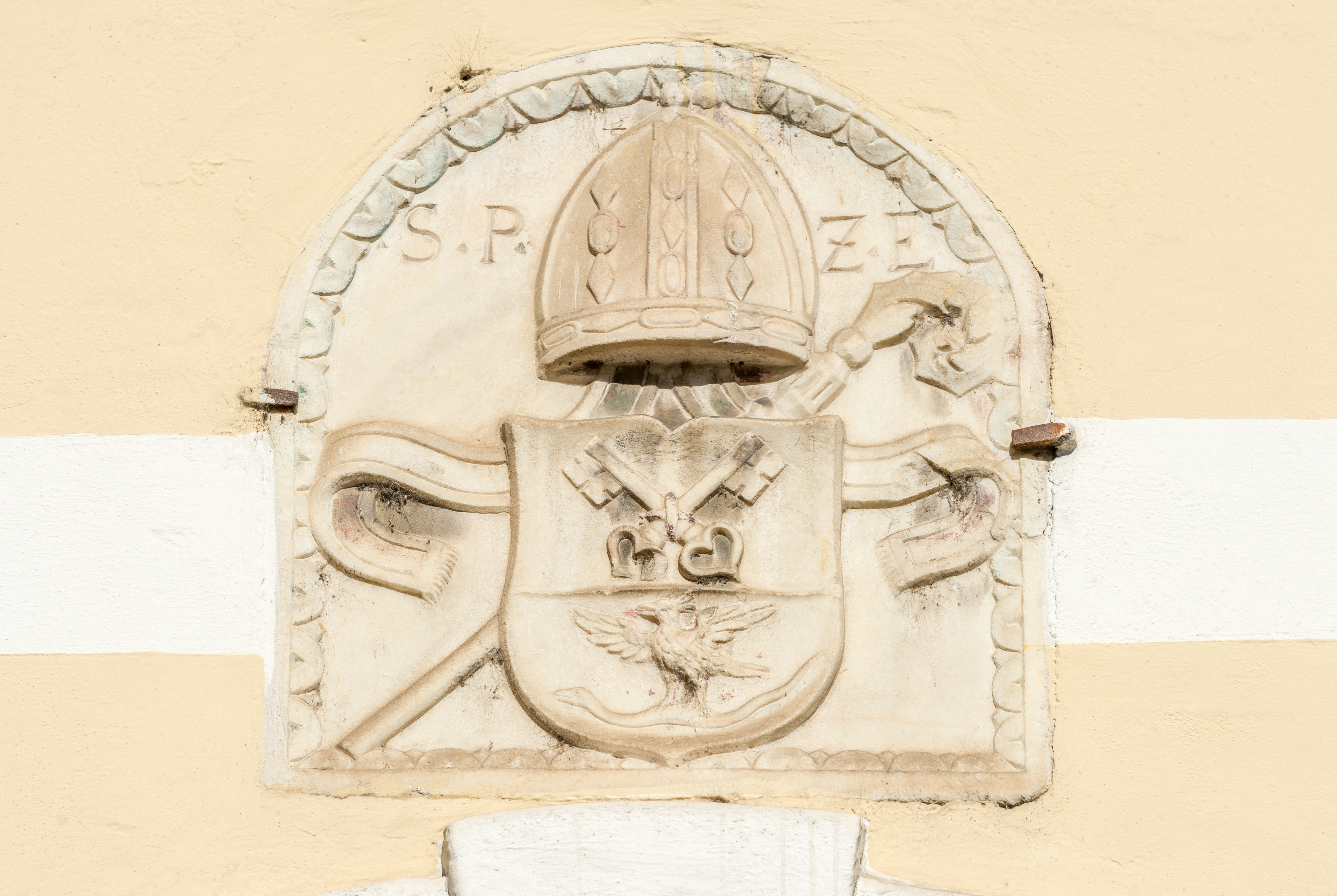
Wappenstein über dem Süd-Portal vom Propsthof

### Religion
Zur römisch-katholischen Kirche bekennen sich 89,4 % der Gemeindebevölkerung, zur evangelischen Kirche 2,6 %, zum Islam 2,3 %. Ohne religiöses Bekenntnis sind 4,1 % (Stand: Volkszählung 2001).
Die Gemeinde Eberndorf ist in drei Pfarren gegliedert:
- Pfarre Eberndorf (župnija Dobrla vas)
- Pfarre Edling (župnija Kazaze)
- Pfarre Kühnsdorf (župnija Sinča vas)

### Der slowenische Dialekt
Eberndorf/Dobrla vas zählt zum slowenischen Dialektgebiet des Jauntales (slow. podjunsko narečje), der ein Dialekt der Kärntner slowenischen Dialektgruppe ist. Bezeichnend ist, dass auch Sitz des Jauntaler Dekanats Eberndorf/Dobrla vas ist.

## Kultur und Sehenswürdigkeiten

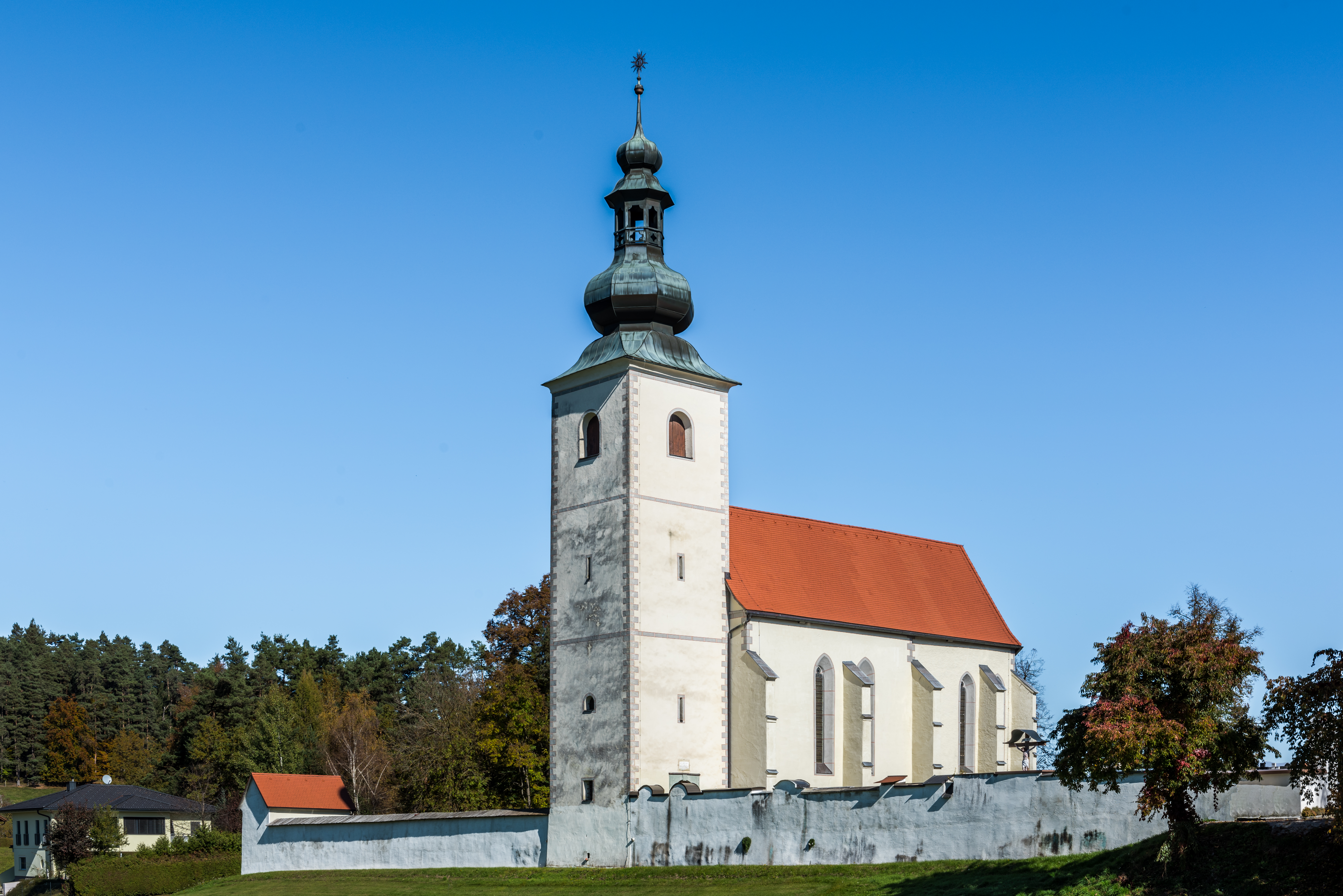
Filialkirche Unsere Liebe Frau am Holmberg

- Pfarr- und ehemalige Stiftskirche Maria Himmelfahrt
- Das Stift Eberndorf wurde in der ersten Hälfte des 12. Jahrhunderts erbaut. 1446–1476 wurde das Kloster mit einem Wall versehen und durch einen Graben gesichert. 1723 fiel das Stift einem Großbrand zum Opfer. Seine heutige Gestalt erhielt es 1751.
- Katholische Pfarrkirche Edling hl. Veit
- Katholische Pfarrkirche Kühnsdorf hl. Ägidius
- Slowenisches Kulturhaus (Kulturni Dom)
- Südkärntner Sommerspiele: Theater im Stiftshof Eberndorf, Kärnten, Juli–August, Komödienraritäten-Komödienspezialitäten.
- Marktkapelle Eberndorf-Kühnsdorf
- Sing4Fun Chor & Band Werkstatt
- Jagdhornbläsergruppe Südkärnten
- Naturdenkmal Sablatnigmoor – Zablaško blato

### Einrichtungen und Vereine
- Stiftskindergarten Eberndorf
- Jugendzentrum / mladinski center Regenbogen
- Mehrsprachiger privater Kindergarten / Večjezični zasebni otroški vrtec Mavrica

### Das slowenische Vereins- und Kulturleben

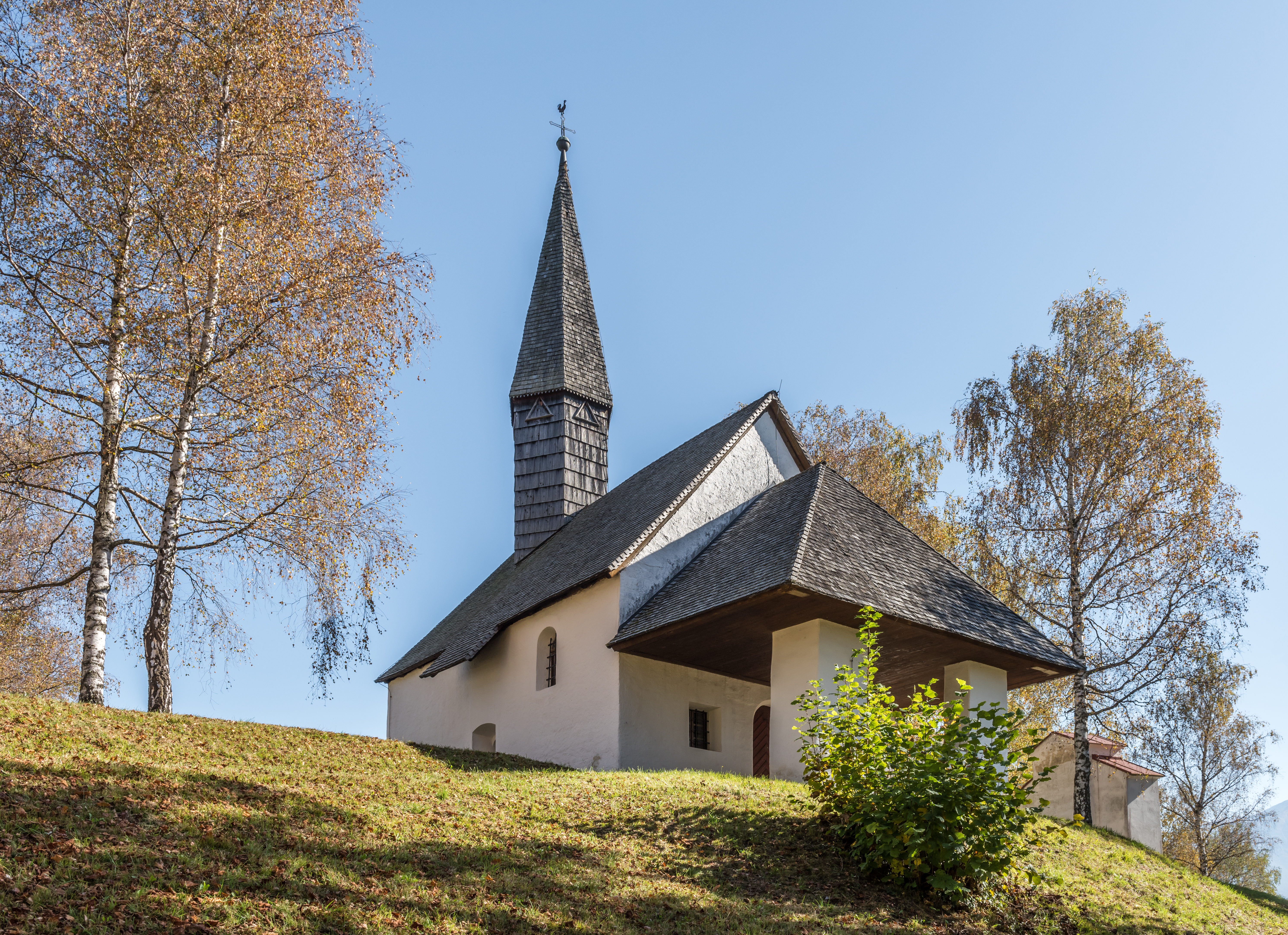
Filialkirche hl. Geist am Holmberg

Gegen Ende des 19. und zu Beginn des 20. Jahrhunderts war Eberndorf und Umgebung noch ein weitestgehend slowenischsprachiger Ort. Das organisierte Vereinsleben der Slowenen blühte in jener Zeit in der Gegend auf, so dass der slowenische Kyrill und Method-Schulverein Družba sv. Cirila in Metoda (CMD) etwa 1888 in Abtei, 1890 für Pribelsdorf und Umgebung und 1908 in Sankt Margareten im Rosental Zweigvereine gründete.
1907 kam es zur Gründung des Bildungsvereines Trta in Sittersdorf/Žitara vas. 1904 wurde der Verein Društvo „Gorotan“ sowie 1910 ein Zweigverein der Pfarre Podružnica župnija Dobrla ves „Slovenske Straže“ (Slowenische Wacht) gegründet. Gleichzeitig erhielt das slowenische Chorwesen einen bedeutenden Aufschwung und insbesondere die Kirchenchöre werden wichtige Träger der slowenischen Sprachkultur. Wer im Chor sang, konnte gutes Schriftslowenisch.
Besondere Bedeutung für die wirtschaftliche und kulturelle Entwicklung der Region, der Menschen und der Sprache kommt der 1890 in Kühnsdorf gegründeten Hranilnica in posojilnica (Spar- und Darlehenskasse) zu, die insbesondere auch die Kulturarbeit förderte.

### Slowenischer Kulturverein „Srce“
Am 25. März 1906 wurde der slowenische Bildungsverein Katoliško izobraževalno društvo Dobrla ves auf Betreiben des Gründers der Posojilnica (Darlehenskasse) und Bürgermeisters Janez Šumah sowie des Kaplans Ivan Kogelnik, als Vorgängerorganisation des Slovensko prosvetno društvo „Srce“ (Slowenischer Kulturverein „Srce“) gegründet.
Bedeutende Wirkungsbereiche waren das Laienschauspiel, die Bildungsarbeit, die Förderung der Lesekultur durch die vereinseigene Bibliothek sowie das Tamburizzaspiel im Chor. 1909 wurde eine Turnsektion Orel (Adler) gegründet. 1913 wurde die Paternuž-Wirtschaft erworben, um darauf das Kulturhaus Kulturni dom zu errichten. Wegen des Ersten Weltkrieges wurde es jedoch erst nach dem Ende des Krieges fertiggestellt.
Die Zwischenkriegszeit, ab den 1920er Jahren, war von zahlreichen Diskriminierungen und Schikanierungen geprägt, das Vereinshaus eingezogen. Schließlich wurden alle slowenischen Vereine verboten, das Vermögen enteignet bzw. kulturelle Werte zerstört. Nach dem Zweiten Weltkrieg wurde 1946 der Verein unter dem heute noch weithin bekannten Namen Slovensko prosvetno društvo „Srce“ [Slowenischer Kulturverein „Srce“] wiedergegründet. Seitdem ist der Verein eine der tragenden Säulen des Kulturlebens in der Gemeinde.

### Sport
- Gösselsdorfer Volkstriathlon (Mitte Juli)
- Sportklub Kühnsdorf/Klopeinersee
- Fußballclub EAC gegründet 1958

### Regelmäßige Veranstaltungen
- Josefimarkt (März)
- Salamifest (August)
- Jauntaler Adventmarkt im Stift (Dezember)

## Wirtschaft
Die Einrichtungshäuser der Rutar Group haben ihren Sitz in Eberndorf.

### Wirtschaftssektoren
Von den 186 landwirtschaftlichen Betrieben des Jahres 2010 waren 132 Nebenerwerbsbetriebe. Diese bewirtschafteten 56 Prozent der Flächen. Rund 60 Prozent der Produktionsbetriebe waren im Baugewerbe tätig. Knapp ein Drittel der Beschäftigten im Dienstleistungssektor arbeitete im Handel, etwa ein Viertel im Bereich soziale und öffentliche Dienste und zehn Prozent in Beherbergung/Gastronomie (Stand 2011).
| Wirtschaftssektor            | Anzahl Betriebe | Anzahl Betriebe | Erwerbstätige | Erwerbstätige |
| Wirtschaftssektor            | 2011            | 2001            | 2011          | 2001          |
| ---------------------------- | --------------- | --------------- | ------------- | ------------- |
| Land- und Forstwirtschaft 1) | 186             | 218             | 99            | 75            |
| Produktion                   | 54              | 53              | 404           | 561           |
| Dienstleistung               | 274             | 218             | 1134          | 1149          |

1) Betriebe mit Fläche in den Jahren 2010 und 1999
| Eberndorf ist eine Pendlergemeinde. Von den 2667 Erwerbstätigen, die 2011 in der Gemeinde lebten, arbeiteten 749 im Ort und über siebzig Prozent pendelten aus. Dafür kamen 888 Menschen aus der Umgebung zur Arbeit nach Eberndorf. Wie für den Bezirk typisch ist die Gemeinde vor allem im Sommer ein Ziel für Touristen. Mehr als 84 Prozent der Übernachtungen erfolgen in den Monaten Juni, Juli und August. In den Jahren 2010 bis 2019 sank die Anzahl der Übernachtungen um dreißig Prozent. | Die zur Anzeige dieser Grafik verwendete Erweiterung wurde dauerhaft deaktiviert. Wir arbeiten aktuell daran, diese und weitere betroffene Grafiken auf ein neues Format umzustellen. (Mehr dazu) |

### Fremdenverkehr

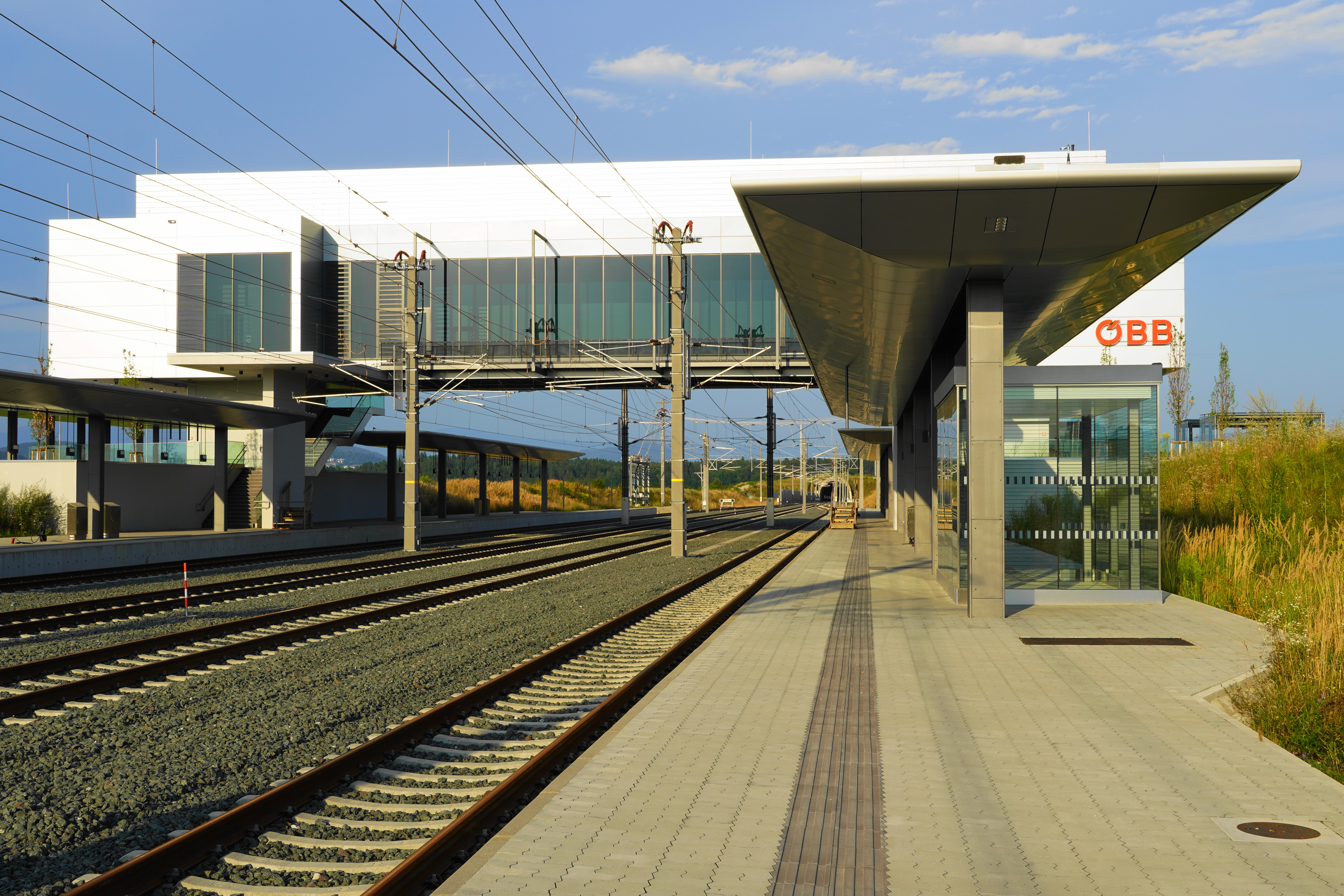
Neuer Bahnhof Kühnsdorf-Klopeiner See

### Verkehr
- Eisenbahn: Durch den Norden des Gemeindegebietes verlief die Drautalbahn. Diese wurde durch eine neutrassierte Strecke ersetzt, die Teil der Koralmbahn ist. An dieser Strecke befindet sich der neue Bahnhof Kühnsdorf-Klopeiner See,[16] der den vorherigen Bahnhof etwa 700 Meter entfernt ablöst.
- Straße: Die wichtigste Straße ist die Seeberg Straße, die im Norden eine Anbindung nach Völkermarkt und an die Süd Autobahn A2 herstellt.

## Politik

### Gemeinderat
Der Gemeinderat besteht aus 23 Mitgliedern.
- Mit der Gemeinderatswahl 2015 hatte er folgende Verteilung: 12 SPÖ, 5 ÖVP, 3 Team Kramer und 3 FPÖ.[17]
- Mit der Gemeinderatswahl  2021 hat er folgende Verteilung: 11 SPÖ, 8 ÖVP, 2 TEAMK und 2 FPÖ.[18]

### Bürgermeister
- 1982–2009 Josef Pfeifer (SPÖ)
- 2009–2021 Gottfried Wedenig (SPÖ)[19][20]
- seit 2021 Wolfgang Stefitz (SPÖ)[21]

### Wappen
Das Wappen von Eberndorf zeigt „In blauem Halbrundschild auf rundem goldenen Berg steigendes weißes Einhorn, nach rechts gerichtet“. Die Gemeinde verwendete schon vor der Wappenverleihung (1960) ein steigendes Einhorn im Siegel. Es wurde von den Jesuiten für das Stift Eberndorf eingeführt und fußt im mittelalterlichen „hortus conclusus“ (das Einhorn flüchtet in den Schoß der Jungfrau Maria). Das goldene Kreissegment im Schildfuß kann als Berg wie auch als Teil der Weltkugel gedeutet werden.
Wappen und Fahne wurden der Gemeinde am 6. September 1960 verliehen. Die Fahne ist Weiß-Blau mit eingearbeitetem Wappen.

## Persönlichkeiten

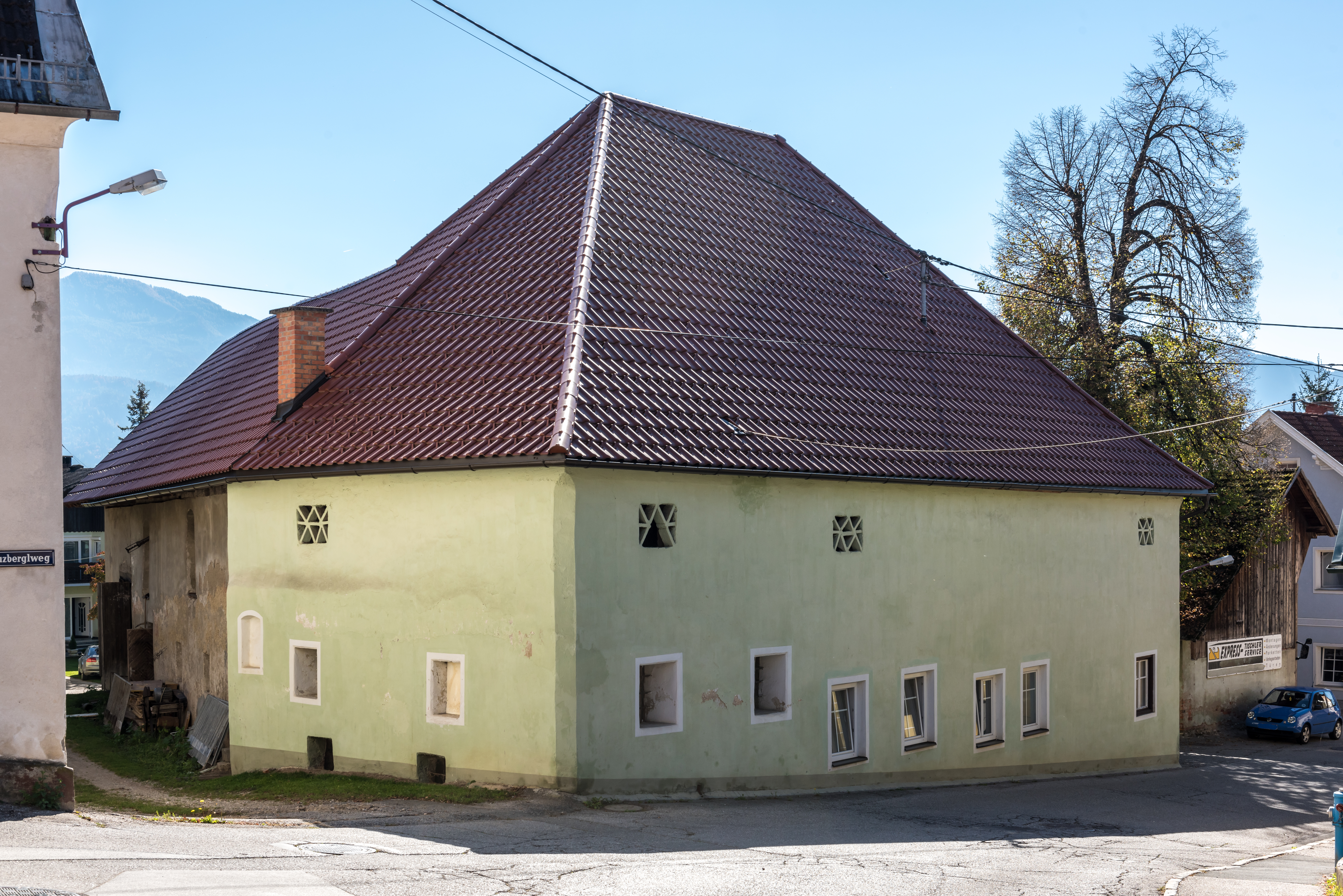
Geburtshaus von Jakob Rohrmeister

- Günther Golautschnig (* 1953), Fußballnationalspieler
- Oswald Gutsmann (1727–1790), Jesuit im Stift, slowenischer Sprachwissenschafter und Lexikograf
- Thaddäus von Lanner (1790–1861), Guts- und Fabriksbesitzer und Politiker
- Mimi Malenšek (1919–2012), slowenische Schriftstellerin
- Josef Pfeifer (* 1942), ehemaliger Bundesratspräsident, Alt-Bürgermeister
- Albert Pucher (1828–1895), österreichischer Zivilingenieur und Politiker
- Jakob Rohrmeister (1631–1716), Klagenfurter Stadtpfarrer und Erbauer der heutigen Klagenfurter Stadthauptpfarrkirche hl. Egid
- Horst Skoff (1968–2008), Tennisspieler
- Rudolf Vouk (* 1965), Rechtsanwalt und Politiker der Slowenischen Volksgruppe in Kärnten